# Gromo
Gromo ist eine italienische Gemeinde (comune) in der Provinz Bergamo in der Lombardei mit 1138 Einwohnern (Stand 31. Dezember 2023) und ist Mitglied der Vereinigung I borghi più belli d’Italia („Die schönsten Orte Italiens“). 

## Geographie
Gromo liegt 35 km nordöstlich der Provinzhauptstadt Bergamo und 80 km nordöstlich der Metropole Mailand.
Die Nachbargemeinden sind Ardesio, Gandellino, Oltressenda Alta, Valbondione, Valgoglio und Vilminore di Scalve.

## Sehenswürdigkeiten
Im Ort befinden sich zwei Burgen. Eine ist im Besitz der ortsansässigen Familie Ginami und hat einen Turm. Heutzutage befindet sich im Inneren ein Restaurant. Des Weiteren gibt es noch eine kleinere Burg.
Die Dorfkirche San Giacomo e Vincenzo stammt aus dem 14. Jahrhundert. In dieser befinden sich wertvolle Fresken.